# Gare centrale d'Innsbruck
La Gare Centrale d'Innsbruck (en allemand : Innsbruck Hauptbahnhof) est une gare ferroviaire autrichienne, située sur la Südtiroler Platz dans le quart sud-est de la ville d'Innsbruck, capitale du land autrichien du Tyrol. 
Ouverte en 1853, c'est l'une des plus fréquentées du pays, avec près de 25 000 passagers chaque jour. Elle est gérée par la Österreichische Bundesbahnen.

## Situation ferroviaire

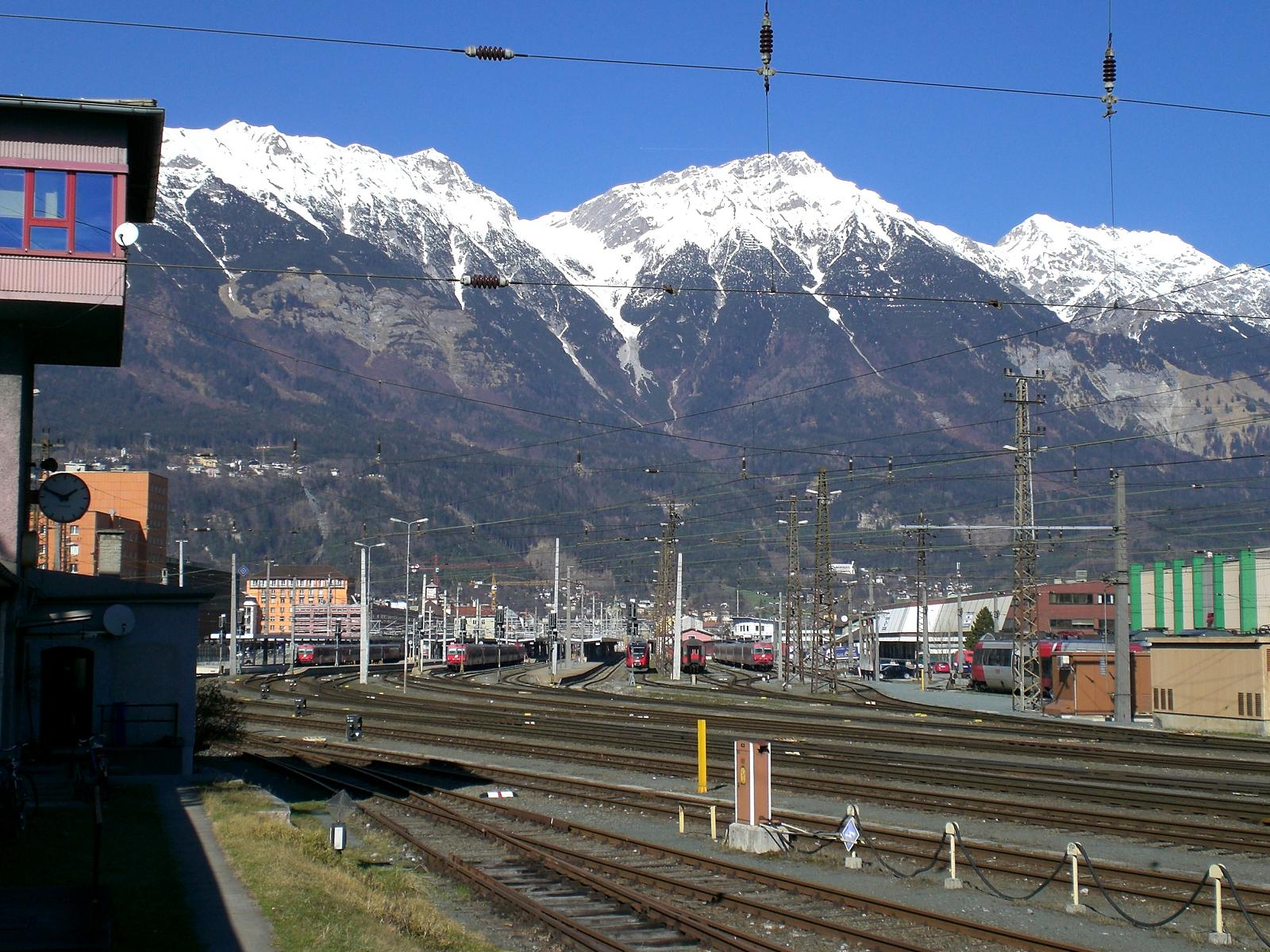
Vue d'ensemble de l'intérieur de la gare.